# Fanning Head

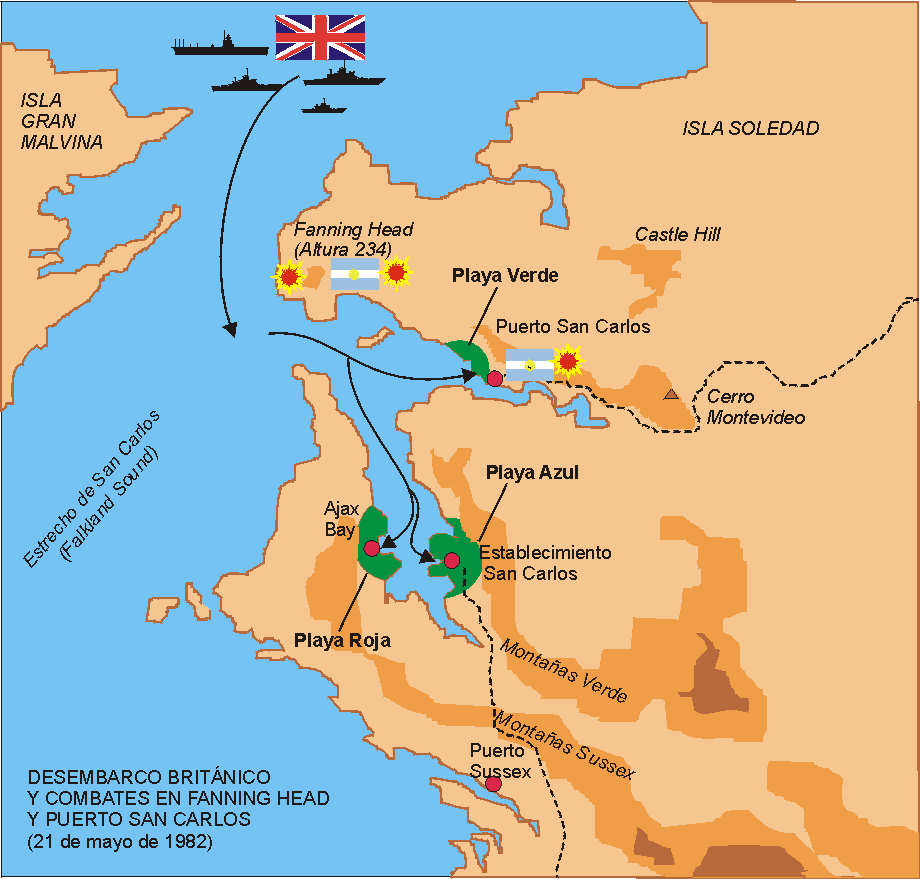
Desembarco británico en la Isla Soledad y combates subsiguientes (21 de mayo de 1982).

El promontorio Güemes, Fanning Head o Altura 234 está localizado a la entrada de la bahía San Carlos en la zona noroeste de la isla Soledad, del archipiélago de las Malvinas. Administrativamente pertenece al departamento Islas del Atlántico Sur de la provincia de Tierra del Fuego, Antártida e Islas del Atlántico Sur.
Presenta dos cúspides, de las cuales la del noreste, situada unos 800 m tierra adentro, es conspicua y se eleva a 240 m s. n. m.
Es un punto notable de la boca septentrional del estrecho de San Carlos, y se encuentra al norte de la punta Chancho y al noroeste del puerto Güemes y de la isla Güemes.

## Historia
La elevación obtuvo resonancia por ser la posición de una sección militar argentina que resistió el desembarco británico durante la guerra de las Malvinas de 1982.
En el año 2008, una nadadora argentina a la que le faltaba una pierna, cruzó a nado el estrecho de San Carlos desde la isla Gran Malvina llegando hasta el Promontorio Güemes.